# Нубийские пирамиды
Нубийские пирамиды — древние сооружения пирамидальной формы, расположенные в Судане. Пирамиды построены правителями Мероитского царства спустя 800 лет после того, как египтяне перестали строить свои пирамиды.

## Пирамиды
На сегодняшний день известно около 255 пирамид, построенных в трёх разных местностях Нубии. Эти пирамиды являлись усыпальницами для царей и цариц Напаты и Мероэ. Самые первые из пирамид были построены в Эль-Курру, они служили гробницами для правителей Кашты, его сына Пианхи, а также их преемникам Шабаки, Шабатаки и Танутамона. Четырнадцать пирамид были построены для их жён, некоторые из которых были прославленными царицами-воительницами.
Более поздние пирамиды Напаты расположены вблизи поселения Нури, на западном берегу Нила в Верхней Нубии.
В этом некрополе находятся захоронения 21 правителя, 52 цариц и принцесс, включая правителей Анламани и Аспельту. Тела царей хоронили в больших саркофагах. Вес саркофага Аспельты достигает 15,5 тонн, 4 из которых приходится на крышку. Наиболее древняя и крупнейшая пирамида Нури принадлежит фараону XXV династии Тахарке.
Наиболее обширное скопление пирамид находится в Мероэ, между пятым и шестым порогами Нила, примерно в 100 км севернее Хартума. В течение мероитского периода более сорока царей и цариц были захоронены в этих местах.
По пропорциям нубийские пирамиды отличаются от египетских: высота пирамид варьируется от 6 до 30 метров, основание редко превышает 8 метров, боковые грани ступенчатые или покрытые белой штукатуркой, остро уходящие вверх, с углом наклона примерно в 70°. По периметру, вдоль основания всей пирамиды есть характерный выступ в виде ступеньки. Также выступы могут быть и на рёбрах некоторых пирамид. Пирамиды увенчаны верхушкой в виде усечённой пирамиды, на вершине которой расположен цилиндр. Большинство из них имеют примыкающие к основанию храмовые пристройки в которых совершали подношения. Храмовые пристройки были украшены барельефами. Вокруг пирамид была невысокая ограда. В отличие от нубийских египетские пирамиды имеют меньший угол наклона боковой поверхности — от 40° до 50°, у них более обширные и разветвлённые храмовые пристройки, отсутствует ступенька по периметру основания пирамиды, а вершину венчает пирамидион.
Все нубийские пирамиды были разграблены ещё в глубокой древности. В некоторых молельнях сохранились настенные росписи, рассказывающие о владельцах, мумии которых захоронены в данной гробнице. Мумии с украшениями располагались в деревянных саркофагах. Во времена открытия пирамид археологами XIX—XX веков в некоторых пирамидах были найдены останки луков, колчаны для стрел, кольца лучника, лошадиная упряжь, деревянные короба, мебель, горшки, цветное стекло, металлические сосуды и многое другое, что свидетельствовало об интенсивной торговле между Мероэ, Египтом и Грецией.
В 1830-е годы многим пирамидам был нанесён большой ущерб итальянским врачом-исследователем и охотником за сокровищами Джузеппе Ферлини, который, не желая откапывать вход глубоко в песке, взрывал вершины пирамид, чтобы попасть во внутренние помещения. Таким варварским способом им были разрушены около 40 пирамид.
- Поверхность боковой грани одной из пирамид в Мероэ.
- Настенная роспись в гробнице Танутамона.
- Месторасположение основных комплексов.

## Захоронения
- Царский погребальный комплекс в Эль-Куру (18°24′33″ с. ш. 31°46′15″ в. д.HGЯO).
- Пирамиды в Мероэ (16°56′11″ с. ш. 33°45′01″ в. д.HGЯO). Пирамиды датированные 720—300 годами до н. э. находятся в Южном погребальном комплексе. Пирамиды датированные с 300 года до н. э. по 350 год н. э. находятся в Северном погребальном комплексе.
- Царский погребальный комплекс в Нури (18°33′51″ с. ш. 31°54′57″ в. д.HGЯO).
- Пирамиды в Джебель-Баркал (18°32′17″ с. ш. 31°49′19″ в. д.HGЯO).